# Robert Neumaier
Robert Neumaier (14 aprile 1885 – 22 marzo 1959) è stato un calciatore tedesco, di ruolo difensore.